# SŽD-Baureihe ЭР25

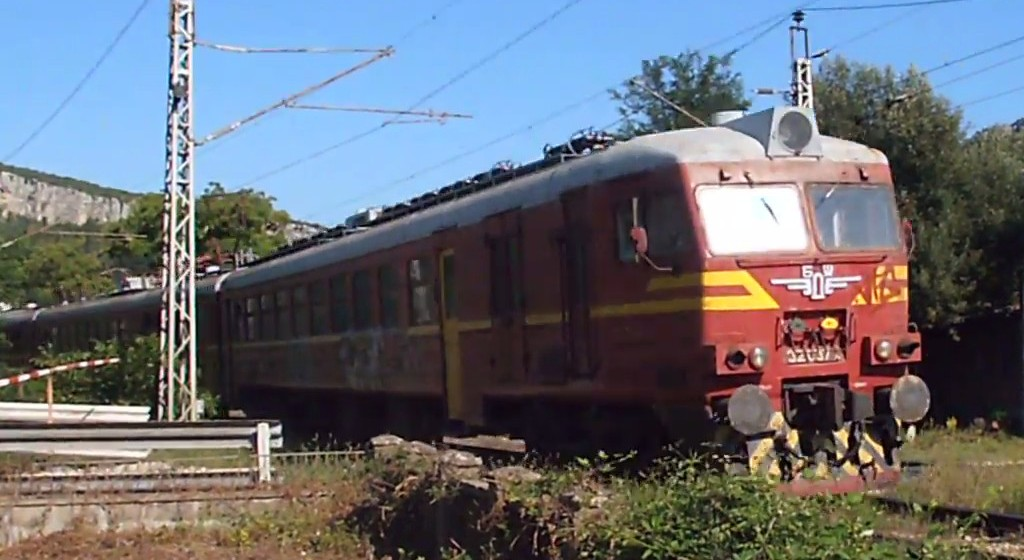
Vorortzug der BDŽ mit einem Triebwagen der Reihe 32 (ЭР25)

Der ЭР25 (ER25) ist ein bei der Rigaer Waggonfabrik (RVR) in der Lettischen SSR gebauter Triebzug, der für die BDŽ als Baureihe 32 hergestellt wurde. Warum er in den Listen als ЭР25 (ER25) auftauchte, kann vermutlich nur daran liegen, dass einige Fahrzeuge als Versuchsmuster gefertigt worden und in der UdSSR verblieben. Die genaue Anzahl der gefertigten Fahrzeuge ist nicht bekannt. Ebenfalls bestehen über das Schicksal der Fahrzeuge nur lückenhafte Angaben.

## Historie
Das Fahrzeug entstand auf der Grundlage der SŽD-Baureihe ЭР2 und SŽD-Baureihe ЭР9 für die Bulgarische Staatsbahn BDZ in den Jahren 1970 bis 1980.
Außer der europäischen Spurweite mit 1.435 mm besaßen die Fahrzeuge Unterschiede zu den Standards der ehemaligen UdSSR, besonders in den Komponenten der Motor-Steuerwagen. Das betraf die Installation eines zusätzlichen Gepäck-Abteiles hinter dem Führerstand und die Innenausrüstung mit anderen Türen. Die Änderungen betrafen die Ausrüstung mit der Zug- und Stoßeinrichtung nach europäischem Standard mit Puffer sowie Schraubenkupplung. Zwischen den Wagen bestand die Kuppelmöglichkeit mit der automatischen Mittelpufferkupplung, die Kopfwagen besaßen an ihren Endteilen die europäische Zug- und Stoßeinrichtung.
Gebaut wurden die Fahrzeuge in der Zeit zwischen 1970 und 1980. Die genaue Stückzahl der gefertigten Fahrzeuge ist nicht bekannt. Von 1988 bis 1991 wurde eine verbesserte Version der Baureihe ausgeliefert, die bei den BDZ die Bezeichnung 33.XXX erhielten, vor der Wende kamen nach Bulgarien aber nur 6 Einheiten dieser verbesserten Version, danach wurde die Produktion eingestellt. Seit 2005 wurden die Züge schrittweise durch elektrisch angetriebene Züge vom Typ Desiro mit der Bezeichnung 30 und 31 ersetzt. Im Jahr 2014 sind noch etwa 18 Einheiten der Serie 32 und eine Einheit der Serie 33 in Betrieb.

## Technik
Eingesetzt wurden die Elektrozüge der Reihe ЭР25 (BDZ - Baureihe 32) mit dem bei den BDZ verwendeten standardmäßigen Stromsystem 25 kV 50 Hz Wechselspannung. Ein Motorwagen der Serie war mit vier vierpoligen Fahrmotoren für pulsierenden Strom ausgerüstet. Die Fahrmotoren besaßen ein eigenes Kühlsystem. Ihre Nennleistung betrug 210 kW, und ihre Nennspannung 825 V. Die maximale Drehzahl war 2080/min, die maximale Masse 2.000 kg. Der Grad der Schwächung des Traktionsstromes der Fahrmotoren betrug 45 %.
Die Fahrzeuge besaßen eine Akku-Batterie vom Typ 90КН-125 (90KN-125). Sie arbeitete auf Nickel-Cadmium-Basis, besaß eine Kapazität von 125 Ah und die Nennspannung betrug 110 V. Eingerichtet waren die Triebzüge mit den Einrichtungen der Vielfachsteuerung und für eine maximale Geschwindigkeit von 130 km/h ausgelegt. 2002 wurde im Zusammenhang mit zunehmender Abnützung der Fahrzeuge die maximale Geschwindigkeit auf 110 km/h begrenzt. Der Zug konnte vom Stand auf 80 km/h in 30 s beschleunigen.

## Betrieb
Gewöhnlich bestand der Zug aus vier Wagen; zwei Motor-Steuerwagen und zwei Zwischenwagen. In einigen Fällen wurden zwei Elektrozüge gekuppelt betrieben. Eingesetzt wurden die Züge auf Strecken kurzer und mittlerer Länge mit vielen Haltestellen. In Bulgarien werden diese Züge пътнически влак (Personenzüge) genannt, im Unterschied zu den бърз влак (Schnellzügen) und експресен влак (Express-Züge). Hauptsächlich werden diese Züge im mittleren Geschwindigkeitsbereich, der Zahl der Haltestellen und dem Preis der Fahrkarten unterschieden.